# Vladimir Hakobyan
Vladimir Hakobyan, noto con la grafia Vladimir Akopian nei paesi occidentali, (in armeno Վլադիմիր Հակոբյան?; Baku, 7 dicembre 1971) è uno scacchista armeno, Grande maestro, giocatore dal 2021 per la Federazione statunitense.

## Carriera

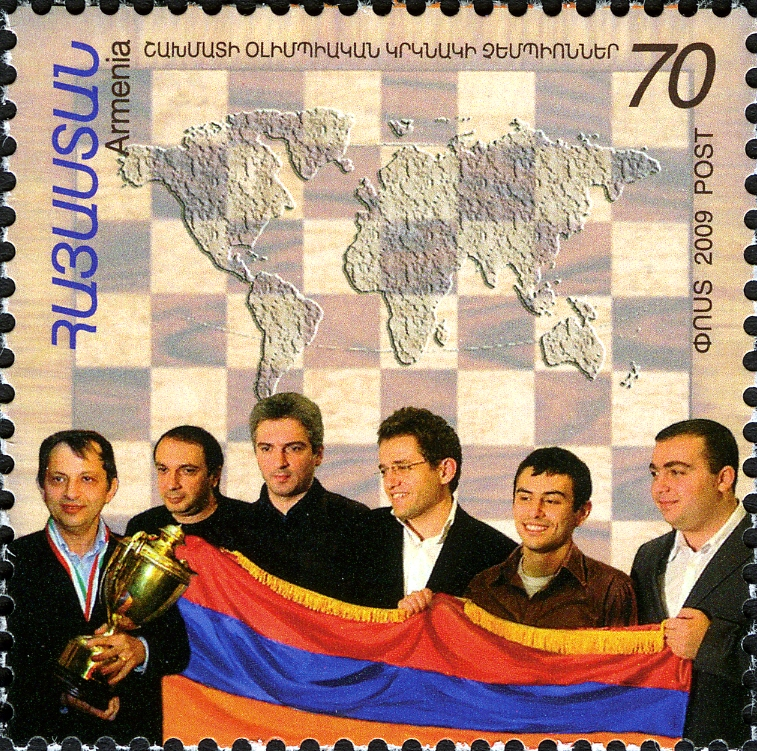
Terzo da sinistra assieme al resto della Nazionale oro olimpico 2008 in un francobollo commemorativo del 2009

Nel 1986 vinse il Campionato del mondo U16 all'età di 14 anni e nel 1988 il campionato del mondo U18. Nel 1991 vinse il campionato del mondo juniores (U20).
Nel 1991 arrivò al match finale del campionato del mondo FIDE di Las Vegas, ma perse 2,5 - 1,5 contro Aleksandr Chalifman. Nel Campionato del mondo FIDE 2004 a Tripoli fu eliminato nei quarti di finale dall'inglese Michael Adams.
Akopian ha partecipato, dal 1992 al 2008, a otto olimpiadi degli scacchi con l'Armenia, realizzando + 32 = 56 – 6 (64,4 %). Vinse quattro medaglie d'oro (una individuale e tre di squadra), una d'argento individuale e tre di bronzo di squadra.
Nel 2007 ha vinto l'open Gibtelecom Masters di Gibilterra con 7,5 su 9.
Ha raggiunto il massimo punteggio Elo nel luglio del 2006, con 2.713 punti.
Passa alla Federazione statunitense nel giugno 2021.